# Abbaye de la Sainte-Trinité de Morigny
Pour les articles homonymes, voir Abbaye Sainte-Trinité.
L'abbaye de la Sainte-Trinité de Morigny est une ancienne abbaye bénédictine du Gâtinais, fondée à la fin du XIe siècle, et qui relevait du diocèse de Sens. Elle a été fermée en 1743. Ses vestiges se trouvent sur l'actuelle commune de Morigny-Champigny, dans le canton d'Étampes (Essonne).

## Histoire

### Sous les cinq premiers abbés (jusqu'en 1148)
L'histoire du monastère nous est assez bien connue sous ses cinq premiers abbés réguliers, Renaud, Hugues, Thomas, Macaire et Thouin, grâce au témoignage de la Chronique de Morigny, complété par quelques chartes qui nous ont été conservées dans le Cartulaire de Morigny.
Ce fut d'abord un prieuré de l'abbaye Saint-Germer-de-Fly (diocèse de Beauvais), installé dans un premier temps, en 1082, à Étréchy, puis transféré à Morigny sans doute pendant les années 1095 ou 1096. C'est un certain Anseau, fils d'Arembert, possesseur de biens importants dans l'Étampois, qui donna aux moines de Saint-Germer-de-Fly, d'abord sa villa d'Étréchy, ensuite son domaine de Morigny (Mauriniacense prædium). Le premier « abbé » (au moins élu sur place) fut Renaud, élu en 1099, mort en 1109. Morigny se libéra de toute sujétion à l'égard de Saint-Germer-de-Fly en 1106.
À la mort du premier abbé (après le 3 août 1109) fut élu son prieur Thiou, qui ne put se maintenir que quelques mois, puis quitta Morigny pour Saint-Crépin de Soissons (dont un ancien moine de Morigny, Odon, alias Eudes, était devenu abbé). Hugues fut alors élu pour le remplacer (avant la fin de l'année 1109), mais mourut au bout d'un an. Ensuite, Thomas fut élu entre le 11 novembre 1110 et le 2 février 1111 et resta abbé jusqu'en 1140. Il fut remplacé par Macaire, qui quitta à son tour Morigny en 1144 pour devenir abbé de Saint-Benoît-sur-Loire avec la mission d'y restaurer la discipline.
Début octobre 1119, le pape Calixte II, qui venait de Fontevraud et d'Orléans et était en route pour le concile de Reims (20-30 octobre 1119), s'arrêta inopinément à Étampes, où il fut logé dans le palais royal, et il y fut rejoint par le roi Louis VI, la reine Adélaïde et tous les hauts dignitaires de la cour. L'abbé Thomas obtint du cardinal-légat Conon de Préneste que le pape lui-même vienne à Morigny consacrer l'église de la nouvelle abbaye, ce qui fut fait le 3 octobre en présence du roi, de la reine et de toute la cour, et d'autres personnalités comme Thurstan, archevêque d'York. Quelques années plus tard, le 20 janvier 1131 (n. st.), un autre pape, Innocent II, vint à Morigny consacrer un autel à Laurent et tous les martyrs ; parmi les nombreuses personnalités qui assistèrent à la cérémonie, la chronique de l'abbaye cite Bernard de Clairvaux (« tum temporis in Gallia divini verbi famosissimus prædicator ») et Pierre Abélard (« monachus et abbas, et ipse vir religiosus, excellentissimarum rector scholarum, ad quas pæne de tota Latinitate viri litterati confluebant »). 
En 1106, le roi Philippe Ier ordonna par lettres patentes la suppression du chapitre de la collégiale Saint-Martin d'Étampes (dont le chef portait le titre d'abbé) et l'attribution de l'édifice et des prébendes à la nouvelle abbaye de Morigny (au fur et à mesure de la mort des chanoines alors en fonction). Mais les chanoines, soutenus par l'archevêque de Sens, refusèrent cette décision, et lorsque l'abbé Thomas, peu après son élection, se présenta dans cette église pour y prêcher, ils lui en interdirent l'accès. L'affaire fut déférée devant le roi Louis VI et devant l'archevêque Daimbert, ce dernier faisant beaucoup de difficultés, mais consentant finalement à la donation par un acte de 1112. L'abbé Thomas partit ensuite pour Rome où il fit confirmer solennellement par le pape Pascal II les donations faites à son abbaye. Mais Boson, abbé de Saint-Benoît-sur-Loire, y mit de nouveaux obstacles, avec l'appui du chancelier Étienne de Garlande, en soutenant que la collégiale avait été attribuée antérieurement à son abbaye. Cette affaire traîna en longueur par toutes sortes de contestations, et il fallut attendre 1142 pour que l'abbé Macaire obtienne du pape Innocent II l'expulsion des derniers chanoines survivants.
L'abbaye eut aussi dans le même temps une querelle avec les chanoines de la collégiale Notre-Dame également d'Étampes (dont était le chancelier Étienne de Garlande) : c'était à propos du droit de sépulture, car beaucoup d'habitants de la ville voulaient se faire enterrer à Morigny (le principe de la liberté de choix pour les fidèles étant alors de droit commun). L'abbé Thomas obtint là-dessus une lettre du pape Pascal II, mais elle fut âprement contestée par les chanoines. Calixte II, de retour du concile de Reims en novembre 1119, tint sur cette affaire une audience en l'abbaye de Ferrières. On a conservé deux lettres de l'abbé Thomas qui y sont consacrées, insérées dans la Chronique de Morigny : l'une adressée à l'archevêque de Sens Daimbert, et l'autre au cardinal Crisogono Malcondini. Cette querelle se poursuivit aussi plusieurs décennies.

### Sous abbés réguliers suivants (1148-1479)
L'histoire du monastère reste à écrire sous les vingt-cinq abbés suivant, qui sont élus régulièrement par les moines. On ne dispose pour l'instant que de notices dans lesquelles dom Basile Fleureau a réuni, vers 1668, ce qu'il a pu savoir sur chacun d'eux.

### Sous les abbés commendataires (1560-1743)
Le monastère tombe ensuite progressivement en commende, c'est-à-dire que le roi s'arroge le droit de lui donner des abbés de son choix. Il s'en sert pour récompenser ses serviteurs fidèles qu'il dote ainsi d'une source appréciable de revenus. Le monastère ne se relèvera pas de cette grave décadence institutionnelle. 
Deux abbés commendataires successifs sont signalés de 1479 à 1489, puis, après un retour à la normale au moins de 1491 à 1559, le monastère retombe en commande cette fois définitivement à partir de 1560 jusqu'à sa suppression en 1743.
L'histoire du monastère pendant cette période ne nous est pour l'instant connu que par la suite des notices de dom Basile Fleureau, où il a réuni, vers 1668, ce qu'il a pu savoir de chacun de ces abbés, jusqu'à sa propre époque, c'est-à-dire vers 1668.

## Vestiges actuels

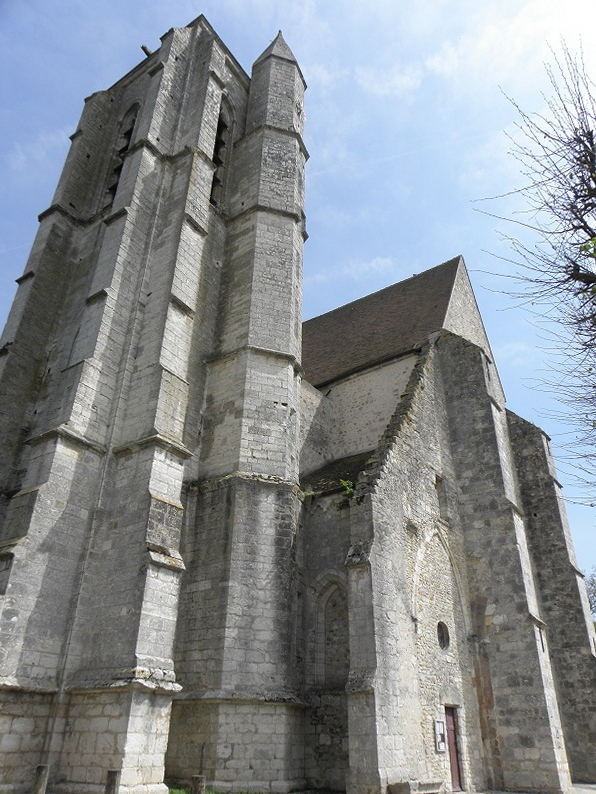
Clocher de l'ancienne abbatiale.

L'ancienne église abbatiale est aujourd'hui l'église paroissiale de Morigny-Champigny. De l'église d'origine, consacrée le 3 octobre 1119 par le pape Calixte II, il ne subsiste qu'une travée de l'édifice actuel, avec des colonnes à chapiteaux romans. La tour du clocher est du XIVe siècle, le chœur gothique et l'arc-boutant surmontant le premier contrefort du bas-côté droit correspondent à des travaux exécutés entre 1525 et 1540 à l'initiative des abbés Jean de Salazar et Jean Hurault II. Les voûtes des quatre premières travées de la nef s'effondrèrent encore en 1575 ; on se contenta de boucher l'ouverture béante par un mur qui sert depuis de façade, et l'emplacement de la partie effondrée est aujourd'hui occupé par une place plantée de tilleuls, sur le bord sud de laquelle on peut voir les traces des anciennes colonnes. L'église contient quelques dalles funéraires datant de l'époque de l'abbaye, dont la plus remarquable est celle de Galéas de Salazar († 1522) et de son épouse ; c'est le frère de l'archevêque de Sens Tristan de Salazar et le père de l'abbé Jean de Salazar. En dehors de cette église, classée depuis 1862, il ne subsiste rien de l'abbaye.

## Liste des abbés de Morigny
- Renaud ou Rainaud ou Regnault (1099-1109)
- Thiou ou Théulfe (1109), élu transitoirement mais non béni par l'archevêque, ne doit pas être compté comme abbé.
- Hugues (fin 1109-fin 1110)
- Thomas (1110 ou 1111-1140)
- Macaire (1140-1144)
- Thouin ou Thévin (1144-1148)
- Landry (mentionné comme abbé en 1158 1161, 1164, 1169)
- Haimery (mentionné en 1173)
- Milon (mentionné en 1182)
- Pierre Ier (mentionné en 1192, 1200)
- Robert Ier d'Auvers (mentionné en 1218)
- Thibault (élu en 1223, mentionné aussi en 1227)
- Robert II de Dourdan (mentionné en 1232)
- Guillaume Ier (mentionné en 1239, 1240, 1242, 1245)
- Étienne Ier (mentionné en 1247, 1248, 1249)
- Nicolas Ier (mentionné en 1254, 1255, 1257, 1258, 1270, 1272)
- Jean Ier (mentionné en 1281, 1282)
- Nicolas II (mentionné en 1302 et 1308)
- Guillaume II (mentionné en 1315, 1325, 1335)
- Étienne II (mentionné en 1343, 1346)
- Pierre II de Saudreville (mentionné en 1349)
- Jean II de Jaussigny († 19 novembre 1373)
- Guillaume III (mentionné en 1375, 1397)
- Jean III (mentionné en 1398)
- Jean IV Regnier (mentionné en 1413)
- Pierre III de la Porte (élu le 26 décembre 1417)
- Benoît Bossière (mentionné en 1423)
- Jean V Baradeau (élu en 1431)
- Pierre IV (mentionné le 19 décembre 1432)
- Simon le Gras (élu en 1433, mentionné aussi en 1442, 1459, 1472, 1474)
- Jean VI Baron (mentionné en 1479, 1483), abbé commendataire
- Jean VII de Sus (mentionné en 1485, 1487, 1489), abbé commendataire
- Jean VIII Baron (mentionné en 1491)
- Jean IX Hurault Ier (mentionné en 1511, 1516, 1523)
- Jean X de Salazar (mentionné en 1525, 1528, 1529, † 1529), neveu de l'archevêque Tristan de Salazar
- Jean XI Hurault II (1529-† 31 août 1559 ou 1560)
- Jean Hurault de Boistaillé († 1572), ambassadeur à Constantinople et à Venise, abbé commendataire
- Jacques Larmoin, abbé commendataire en 1565, 1567, 1568
- Jean Hurault III, abbé commendataire en 1576
- Théodore de Berziau (1599-† 1623), président au Parlement de Paris, abbé commendataire
- André de Berziau (1623-† 1642), frère du précédent, conseiller au Parlement de Paris, abbé commendataire
- Louis d'Archambault († 1644), prêtre, permuta avec André de Berzeau comme trésorier du chapitre de Beauvais, abbé commendataire[10]
- Henri de Refuge († 1688), conseiller au Parlement de Paris, abbé commendataire.
- Claude Drouas de Boussey, abbé commendataire de 1749 à 1773 et évêque de Toul.